# Breizacanthus
Breizacanthus is een geslacht in de taxonomische indeling van de haakwormen, ongewervelde en parasitaire wormen die meestal 1 tot 2 cm lang worden. De worm behoort tot de familie Arhythmacanthidae. Breizacanthus werd in 1969 beschreven door Y.J. Golvan.